# Larvik Turn & Idrettsforening

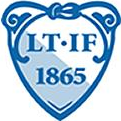
Stemma della società

Il Larvik Turn & Idrettsforening è una società polisportiva norvegese con sede nella città di Larvik.
Fondato nel 1865 ha diverse sezioni che si occupano di calcio, pallamano, atletica leggera, wrestling e ginnastica.
La squadra di calcio, istituita nel 1906, milita nella terza serie del campionato norvegese e ha vinto 3 titoli nazionali negli anni cinquanta. Disputa le partite casalinghe nello stadio Lovisenlund idrettsplass.

## Palmarès

### Competizioni nazionali
- Campionato norvegese: 3

1952-1953, 1954-1955, 1955-1956

### Altri piazzamenti
- Coppa di Norvegia:

Finalista: 1956
Semifinalista: 1904, 1927, 1952, 1954
- 3. divisjon:

Terzo posto: 2013 (gruppo 5)